# アルマン・アダミアン
アルマン・アダミアン（Arman Adamian、1997年2月14日- ）は、ロシア出身の柔道選手。階級は100kg級。

## 経歴
2016年のヨーロッパジュニア柔道選手権大会100kg級で3位になった。2017年のヨーロッパジュニアと世界ジュニアではともに決勝でアゼルバイジャンのゼリム・コツォイエフに敗れて2位だった。2018年のU23ヨーロッパ選手権では優勝。2019年に地元で開催されたグランドスラム・エカテリンブルグでは初戦で元世界チャンピオンの羽賀龍之介に反則勝ちするなどして優勝した。更にヨーロッパ競技大会でも決勝で世界2位であるジョージアのヴァルラーム・リパルテリアニを破って優勝した。2021年の東京オリンピックにはニヤス・イリアソフがいたため、出場できなかった。2023年世界柔道選手権大会ではロシアが国際大会から出場除外されたため、個人資格の中立の立場で出場すると決勝まで勝ち進んだ。その決勝ではオリンピックチャンピオンであるチェコのルカシュ・クルパレクに反則勝ちして優勝を飾った。2024年の世界選手権では3回戦で敗れた。2025年の世界選手権では3位になった。
IJF世界ランキングは5024ポイント獲得で19位(25/6/2現在)。

## 主な戦績
- 2016年 - ヨーロッパジュニア 3位
- 2017年 - ヨーロッパジュニア 2位
- 2017年 - 世界ジュニア 2位
- 2018年 - グランプリ・アンタルヤ 2位
- 2018年 - U23ヨーロッパ選手権 優勝
- 2019年 - ヨーロッパオープン・ローマ 優勝
- 2019年 - グランドスラム・エカテリンブルグ 優勝
- 2019年 - ヨーロッパ競技大会 優勝
- 2019年 -　グランドスラム・アブダビ　3位
- 2019年 -　グランドスラム・大阪　5位
- 2020年 -　グランドスラム・パリ　3位
- 2020年 -　グランドスラム・ブダペスト　2位
- 2020年 - ヨーロッパ選手権　2位
- 2021年 -　ワールドマスターズ　3位
- 2021年 -　グランドスラム・アンタルヤ　3位
- 2021年 -　グランドスラム・カザン　2位
- 2021年 -　世界選手権　7位
- 2021年 -　グランプリ・ザグレブ　優勝
- 2021年 -　グランドスラム・パリ 優勝
- 2021年 -　グランドスラム・アブダビ 優勝
- 2023年 -　世界選手権　優勝
- 2023年 -　グランドスラム・ウランバートル　3位
- 2023年 - グランドスラム・アブダビ　優勝
- 2024年 -　グランドスラム・アンタルヤ　5位
- 2024年 - グランドスラム・アブダビ　3位
- 2025年 - グランドスラム・パリ　3位
- 2025年 -　グランドスラム・トビリシ　3位
- 2025年 - 世界選手権　3位

(出典、JudoInside.com)